# Ole Boye
Ole Ancher Secher Sørensen Boye (4. maj 1856 i Tinning i Foldby Sogn – 24. oktober 1907) var en dansk arkitekt, der primært har bygget etageejendomme på Frederiksberg med elegante murstens- og majolikadekorationer. Historicismens såkaldte trerammede frederiksbergvindue tilskrives ham.
Hans forældre var gårdmand Søren Christiansen (Smed) og Ellen Laursdatter. Han antog navnet Boje ca. 1885, Boye ca. 1902. Han var gift med Asta Dorthea Jørgensen, f. 26. december 1867 i Svendborg, datter af værtshusholder Frederik Vilhelm Jørgensen og Botilla Maria Lorentzen. Ægteskabet blev opløst.
Boye led af depression og havde desuden økonomiske problemer. Han begik selvmord og ligger begravet på Vestre Kirkegård i København. 

## Værker
- Folkvarsvej 4-6, Frederiksberg (1887)
- Ceresvej 20, Frederiksberg (1889)
- Falkoner Allé 24, Frederiksberg (1889)
- Gammel Kongevej 86 A, Frederiksberg (1889)
- Frederiksberg Allé 51 (1889)
- Christian Winthers Vej 16, Frederiksberg (1890, senere ombygget)
- Frederiksberg Allé 92/Mynstersvej 2 (1892)
- Gammel Kongevej 161, Frederiksberg (1892)
- Gammel Kongevej 123-125, Frederiksberg (1893-94)
- Frederiksberg Allé 58-60 (1894)
- Gammel Kongevej 127/Madvigs Allé 15, Frederiksberg (1894)
- Gammel Kongevej 128 og 130, Frederiksberg (1895, begge med for- og baghus)
- Gammel Kongevej 174, Frederiksberg (1895)
- Amaliegade 26-36, København (1896, malet dyrefrise under gesimsen)
- H.C. Ørsteds Vej 31-33, Frederiksberg (1901)
- Frederiksberg Allé 53/Kochsvej 2 (1904, sammen med Ludvig Andersen)
- H.C. Ørsteds Vej 61, Frederiksberg (1905)
- Lykkesholms Allé 6 og 6A, Frederiksberg (1905)
- Sankt Knuds Vej 11, Frederiksberg (1905)
- Ejendommen Tvermoesgård, Rosengården 12-14, København (1905, sammen med Thorvald Jørgensen)[1]